# مورچه‌گیرک شری
مورچه‌گیرک شری (نام علمی: Myrmotherula cherriei) نام یک گونه از سرده مورچه‌گیرک‌ها است.